# Albin Zazula
Albin Zazula (ur. 25 lipca 1862 w Przemyślanach, zm. 17 września 1931 w Krakowie) – polski inżynier kolejnictwa, projektant linii kolejowych.
W 1875 ukończył szkołę realną w Krakowie, naukę kontynuował na Politechnice w Wiedniu. Po otrzymaniu dyplomu w 1885 rozpoczął pracę zawodową przy budowie linii Lwów – Czerniowce, a następnie został referentem w wydziale mostowym lwowskiej dyrekcji kolei. Wśród licznych projektów linii kolejowych z tego okresu była również kolejka leśna w Bieszczadach. Należał do Polskiego Towarzystwa Politechnicznego, od 1891 do 1893 pełnił funkcję sekretarza. Pod koniec XIX wieku wprowadzono zabezpieczanie ruchu pociągów, aby zgłębić to zagadnienie Albin Zazula odbył praktykę w wiedeńskiej fabryce „Siemens & Halske”, a następnie zorganizował zabezpieczanie ruchu na liniach podlegających dyrekcji we Lwowie. W 1907 został powołany jako docent do pracy dydaktycznej na Politechnice Lwowskiej, gdzie wykładał nowo wprowadzony przedmiot Sygnalizacja i zabezpieczanie ruchu pociągów. Wiedza Albina Zazuli została doceniona w 1912, gdy został kierownikiem Działu Zabezpieczania Ruchu Pociągów w Ministerstwie Kolei w Wiedniu. W 1916 został oddelegowany do Lwowa, gdzie z ramienia Ministerstwa Kolei nadzorował odbudowę zniszczonych podczas działań wojennych urządzeń zabezpieczających ruch na liniach kolejowych. Następnie powrócił do Wiednia i pracował tam do 1918, po upadku Monarchii Austro-Węgierskiej powrócił do odrodzonej Polski i został zatrudniony w Ministerstwie Komunikacji. Decyzją ministra Kazimierza Bartla otrzymał mianowanie na stanowisko naczelnika Wydziału Elektrotechnicznego, jego zasługą jest ujednolicenie przepisów i regulacji obowiązujących wcześniej w trzech zaborach. Był projektantem urządzeń zabezpieczania ruchu pociągów, pierwsze stawidło jego projektu zamontowano na posterunku kolejowym w Błesznie. Po przewrocie majowym został ze względów politycznych odsunięty od stanowiska i przeszedł na emeryturę. Wkrótce powrócił do pracy zawodowej obejmując stanowisko dyrektora w Wytwórni Sygnałów i Urządzeń Kolejowych w Krakowie.